# Nowood River
Der Nowood River ist mit einer Länge von 236 km der längste Nebenfluss des Bighorn Rivers im Norden des US-Bundesstaates Wyoming.

## Verlauf
Der Nowood River entspringt in den östlichen Bridger Mountains nördlich des Ortes Lost Cabin auf einer Höhe von etwa 2070 m. Von dort aus fließt er nördlich durch das Bighorn Basin, am Fuße der Bighorn Mountains entlang und vorbei an den Orten Ten Sleep und Manderson. Viele kleine Nebenflüsse, unter anderem der Tensleep Creek und der Paint Rock Creek, münden von rechts in den Nowood River. Nördlich von Ten Sleep wendet er sich von den Bighorn Mountains ab und fließt bei Manderson von rechts in den Bighorn River. Auf seiner Strecke von der Quelle bis zur Mündung durchfließt er die Countys Fremont, Hot Springs, Washakie und Big Horn. Die Wyoming Highways 434 (bis Ten Sleep) und 31 (bis Manderson) bzw. die Lower Nowood Road folgen fast dem gesamten Verlauf des Flusses.

## Hydrologie
Der Nowood River ist als Nebenfluss des Bighorn Rivers Teil des Einzugsgebietes des Yellowstone Rivers, der über den Missouri und den Mississippi in den Golf von Mexiko entwässert. Das Einzugsgebiet des Nowood River umfasst ein Areal von etwa 5200 km² und grenzt an die Einzugsgebiete von Shell Creek im Norden, Clear Creek, Crazy Woman Creek, North Fork Powder River und Middle Fork Powder River im Osten, Badwater Creek im Süden sowie Nowater Creek im Westen. Der mittlere Abfluss am Pegel in Bonanza beträgt 13,71 m³/s, die größten Abflüsse finden sich in den Monaten Mai und Juni.

## Belege
1. ↑  Geonames: Nowood River. Abgerufen am 15. Januar 2021.
2. ↑  Natural Atlas: Nowood River. Abgerufen am 15. Januar 2021 (englisch).
3. ↑  USGS 06274000 NOWOOD RIVER AT BONANZA, WY. Abgerufen am 4. Oktober 2024.